# کودن‌ها
کودن‌ها (انگلیسی: Soapsuds and Sapheads) یک فیلم کمدی صامت کوتاه آمریکایی است که در سال ۱۹۱۹ منتشر شد. از بازیگران این فیلم می‌توان به اولیور هاردی، جیمی اوبری و مج کربی اشاره کرد.